# Théophile Schloesing

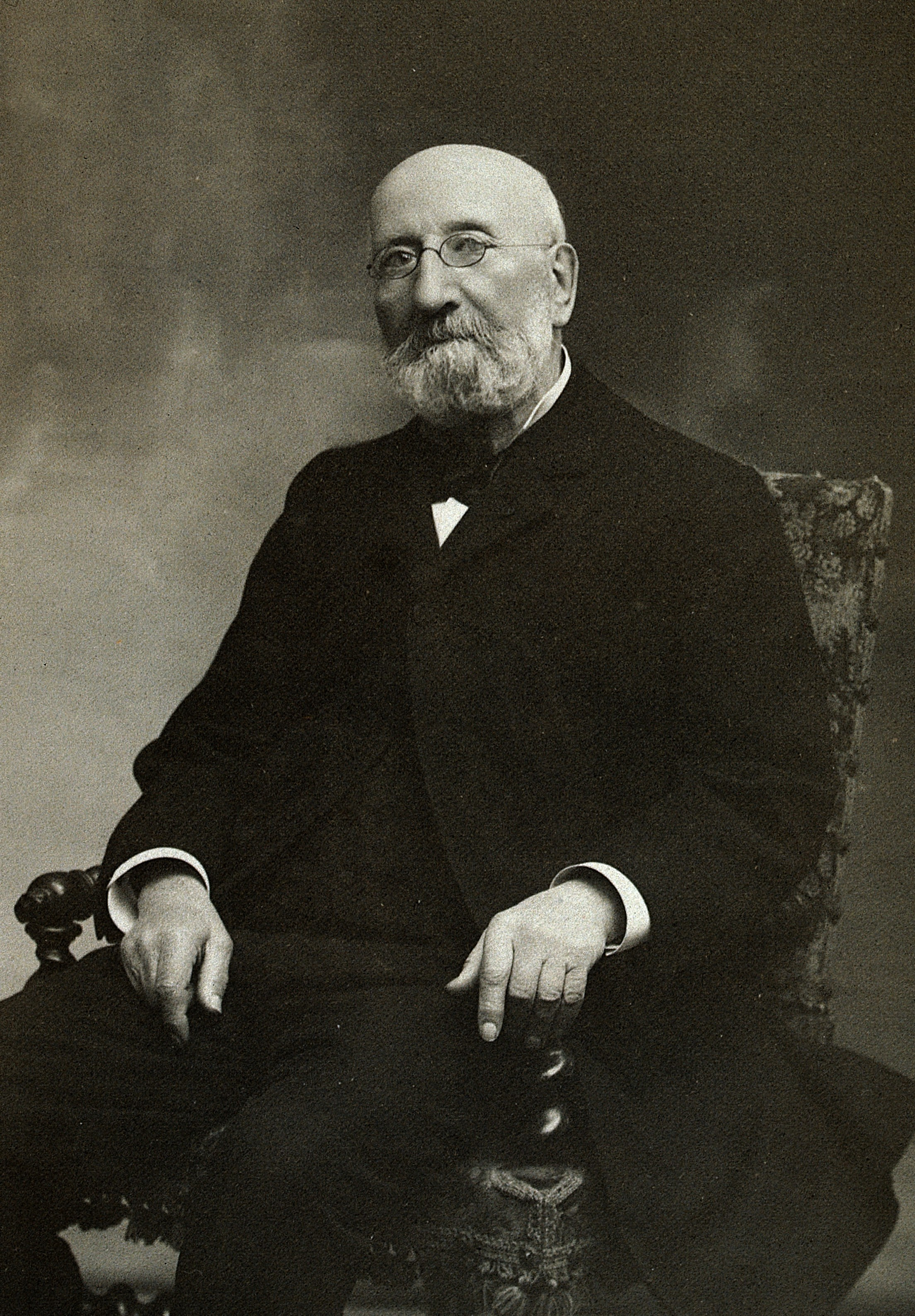

Jean-Jacques Théophile Schloesing, född 9 juli 1824 i Marseille, död 8 februari 1919 i Paris, var en fransk agrikulturkemist. 
Schloesing var direktör (till 1899) för l'École d'application vid statens tobaksmanufaktur och därjämte sedan 1887 professor i kemi vid Conservatoire des arts et métiers. Han utförde betydelsefulla arbeten rörande åkerjordens fysikaliska och kemiska förhållanden. I samarbete med Achille Müntz påvisade han nitrifikationen i jorden. 
Schloesing författade Le tabac, étude théorique et pratique (1868) samt ett stort antal artiklar i "Comptes rendu, de l'académie des sciences" och "Annales de chimie et de physique". Han invaldes som ledamot av Institut de France 1882.